# Marietta (Wisconsin)
Marietta es un pueblo ubicado en el condado de Crawford en el estado estadounidense de Wisconsin. En el Censo de 2010 tenía una población de 470 habitantes y una densidad poblacional de 3,78 personas por km².

## Geografía
Marietta se encuentra ubicado en las coordenadas 43°9′12″N 90°47′3″O / 43.15333, -90.78417. Según la Oficina del Censo de los Estados Unidos, Marietta tiene una superficie total de 124.45 km², de la cual 121.5 km² corresponden a tierra firme y (2.36%) 2.94 km² es agua.

## Demografía
Según el censo de 2010, había 470 personas residiendo en Marietta. La densidad de población era de 3,78 hab./km². De los 470 habitantes, Marietta estaba compuesto por el 99.57% blancos, el 0.21% eran afroamericanos, el 0% eran amerindios, el 0.21% eran asiáticos, el 0% eran isleños del Pacífico, el 0% eran de otras razas y el 0% pertenecían a dos o más razas. Del total de la población el 0.21% eran hispanos o latinos de cualquier raza.